# Бригада шуцманшафта «Зиглинг»
Бригада вспомогательной полиции порядка «Зиглинг» (нем. Schutzmannschaft-Brigade Siegling, бел. Брыгада дапаможнай паліцыі «Зіглінг», укр. Бригада допоміжної поліції порядку «Зіглінг») — коллаборационистское формирование времён Великой Отечественной войны, сформированное из полицейских частей, отступивших из Белоруссии в июне 1944. Название получила от имени командира Ганса Зиглинга. Просуществовало с конца июля до середины августа 1944 — момента переформирования в 30-ю гренадерскую дивизию СС (2-я русская).

## История появления
После Операции «Багратион» в восточных районах Польши (Лодзь) оказались отступившие с освобождённых советскими войсками районов Белоруссии от 16 до 19 тысяч членов различных коллаборационистских формирований (шума, шупо, СД, комендатур и БКА) из Белоруссии.

## Формирование
Чтобы как-то использовать имеющиеся людские ресурсы в конце июля немцы приступают к формированию шума-бригады (нем. Schutzmannschaft-Brigade) из расформированных батальонов, под командованием оберштурмбаннфюрера Ганса Зиглинга.
- 1-й полк (командир — штурмбаннфюрер Ганс Остеррейх) сформирован из — 60-й белорусский шума-батальон, персонал гебитскомендатуры Минска, часть 34-го батальона БКА, 57-й и 61-й украинские шума-батальоны;
- 2-й полк (командир — штурмбаннфюрер Гельмут Ганц) — 64-й белорусский шума-батальон персонал гебитскомендатур Глубокого и Лиды, 62-й и 63-й украинские шума-батальоны;
- 3-й полк (командир — штурмбаннфюрер Вильгельм Моха (командовавший в 1942 году 201 украинским шума-батальоном) — 65-й, 66-й и 67-й белорусский шума-батальон, 36-й стрелковый полицейский полк, персонал гебитскомендатур Слуцка, Барановичей и Вилейки, и полиция порядка Минска и Смоленска;
- 4-й полк (командир гауптштурмфюрэр Эрнст Шмит) — персонал гебитскомендатуры Слонима, Ганцевичей и Припяти, 23-й и часть 34-го батальона БКА, около 100 курсантов офицерской школы БКА из Минска.

Артиллерийское подразделение было создано из 56-го артиллерийского батальона (нем. Schuma-Art-Abteilung 56) и батальона полевой артиллерии СС «Белоруссия» (нем. SS-Pol.-Art.-Abteilung «Weissruthenien»). Конный эскадрон СС (нем. SS-Reiter-Abteilung) был создан из 68-го белорусского шума-эскадрона Рогули (нем. Schuma-Reiter Abteilung 68 — Reiter Schwadron Rogula) и 69-го казацкого конного шума-эскадрона (нем. Kosaken Reiter Schutzmannschafts Bataillon F/69).

## Переформирование
Вскоре разношёрстную бригаду решили переформировать в дивизию, подготовка к этому начинается с начала августа. Уже 18 августа бригада обретает статус дивизии СС — 30-й гренадерской дивизией СС (2-я русская). Это не мешает немцам начать использование её подразделений по частям — первые боеспособные подразделения отбыли во Францию для борьбы с партизанами ещё 17 августа.

## Персонал бригады
К началу августа подразделения дислоцировалась в Восточной Пруссии (Остероде). Численность оценивалась на уровне около 11 600 человек. От 65 до 70 % (около 7 тысяч) были выходцами с территории Белоруссии, большинство из которых были этнические белорусы. В бригаде также были немцы, украинцы, русские, поляки и незначительное число членов «восточных отрядов» полиции (татар, армян). Моральный и психологический настрой в бригаде был крайне невысокий, при первой возможности дезертировали взводами (прежде всего поляки, которые в ряде случаев присоединялись к отрядам Армии Крайовой и нападали на тыловые немецкие части).

## Применение
Известно, что 6 августа в бригаду пришёл приказ передислоцироваться в Варшаву для участия в подавлении восстания, но бригада в Варшаву не прибыла. С 12 августа бригада была переброшена в Розенберг (Западная Пруссия) для уборки полей и строительных работ.

## Полицейский батальон СС Зиглинга
Известно также о существовании полицейского батальона Зиглинга (SS-Polizei-Bataillon-Siegling) в составе 38-й гренадерской дивизии СС «Нибелунген» (нем. 38.SS-Grenadier-Division „Nibelungen“) — сформированной 27 марта 1945, которая личным приказом Гитлера была направлена на Западный фронт, вела боевые действия в Баварии и закончила войну 8 мая 1945 в Райт-им-Винкль сдачей американским войскам.